# Schwarzschild (cràter)

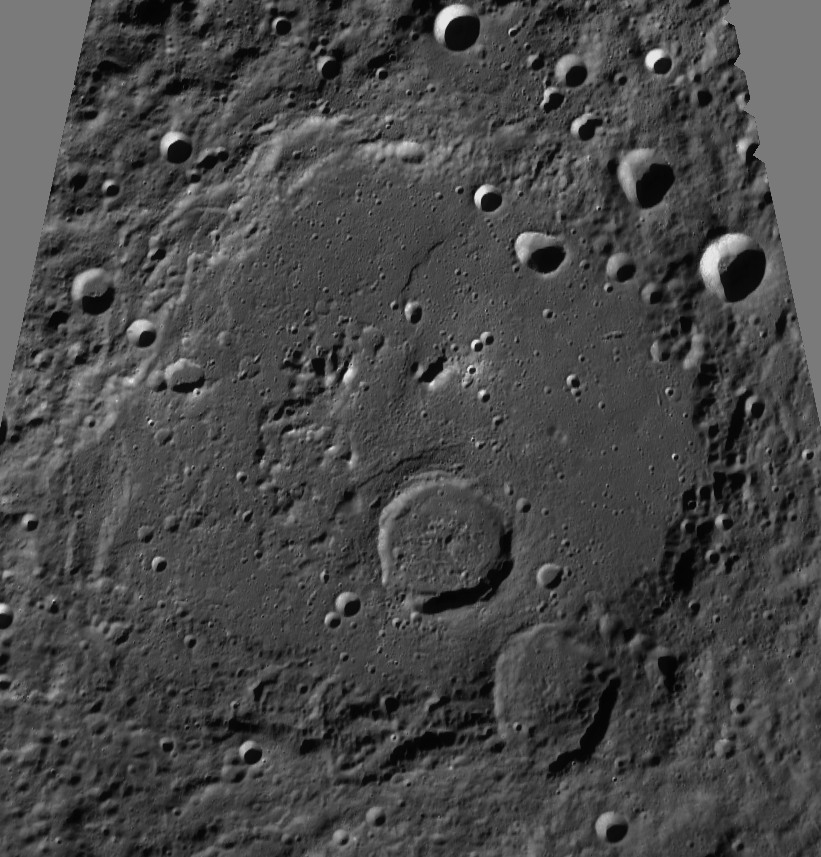
Mosaic LRO

Schwarzschild és un gran cràter d'impacte situat en la part nord de la cara oculta de la Lluna. Els cràters més propers són Seares al nord-est, i Gamow al sud-est.

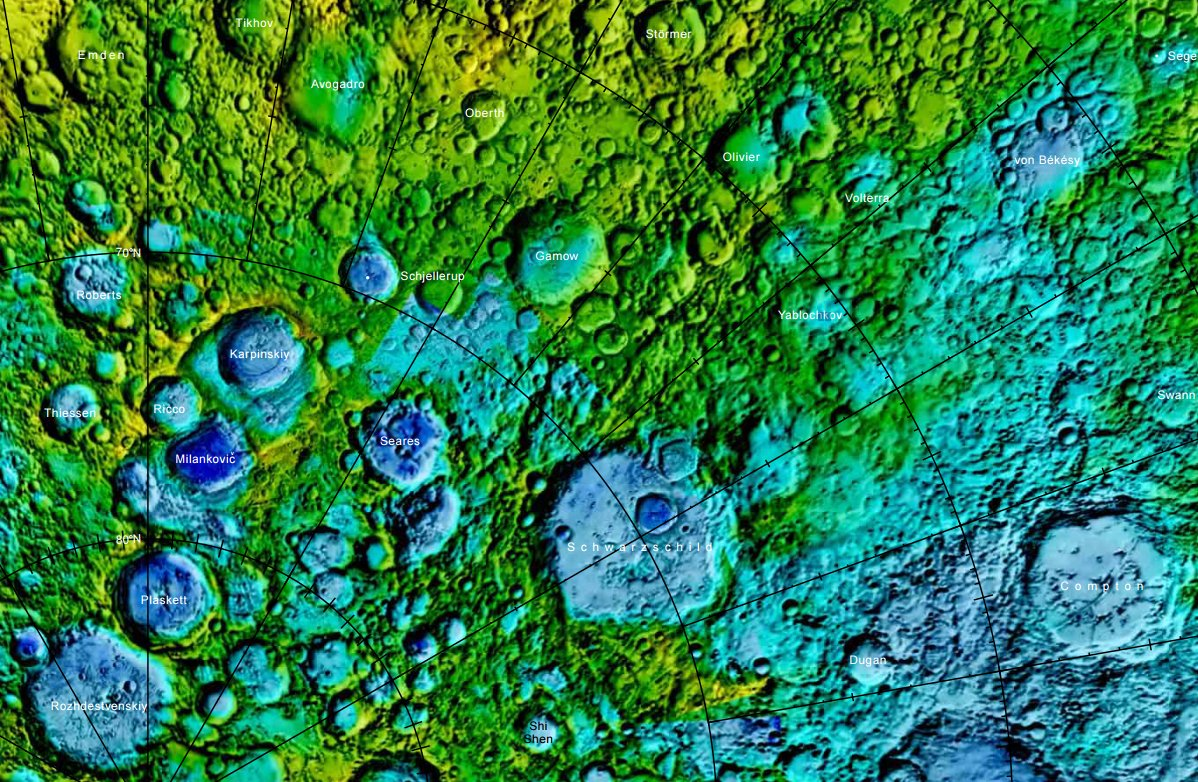
Localització d'Schwarzschild (centre inferior de la imatge).

La vora exterior una mica irregular d'Schwarzschild ha estat cobert per molts cràters d'impacte més petits, incloent especialment a Schwarzschild K travessant el sector sud-est i Schwarzschild D en el costat nord-est. La vora és aproximadament de forma circular, amb una protuberància cap a l'exterior en el costat sud-oest. La vora ha estat suavitzada i modificada per l'erosió d'altres impactes, particularment al nord-est. Amb prou feines al nord-est d'Schwarzschild K es localitza una cadena curta de petits cràters situats a través de la vora i de la paret interna d'Schwarzschild.
El sòl interior de Schwarzschild és relativament anivellat en comparació de l'accidentat terreny exterior, i és particularment pla en la meitat nord-nord-est. Presenta una regió de crestes baixes i irregulars a l'oest del punt mitjà. En la part sud-est del sòl es troba el cràter satèl·lit Schwarzschild L, i al voltant d'aquest cràter interior es troba una rampa formada a partir del material eyectado durant la seva formació.

## Cràters satèl·lit
Per convenció aquests elements són identificats en els mapes lunars posant la lletra en el costat del punt central del cràter que està més proper a Schwarzschild.
|               | \| Schwarzschild \| Coordenades \| Diàmetre \| \| ------------- \| -------------------------------------- \| -------- \| \| A \| 78° 42′ N, 124° 00′ E / 78.7°N,124.0°E \| 50 km \| \| D \| 71° 54′ N, 132° 24′ E / 71.9°N,132.4°E \| 24 km \| \| K \| 67° 30′ N, 125° 00′ E / 67.5°N,125.0°E \| 45 km \| \| L \| 69° 18′ N, 122° 06′ E / 69.3°N,122.1°E \| 45 km \| \| Q \| 66° 18′ N, 108° 54′ E / 66.3°N,108.9°E \| 19 km \| \| S \| 67° 48′ N, 104° 42′ E / 67.8°N,104.7°E \| 17 km \| \| T \| 69° 54′ N, 107° 42′ E / 69.9°N,107.7°E \| 16 km \| |          |
| Schwarzschild | Coordenades | Diàmetre |
| A             | 78° 42′ N, 124° 00′ E / 78.7°N,124.0°E | 50 km    |
| D             | 71° 54′ N, 132° 24′ E / 71.9°N,132.4°E | 24 km    |
| K             | 67° 30′ N, 125° 00′ E / 67.5°N,125.0°E | 45 km    |
| L             | 69° 18′ N, 122° 06′ E / 69.3°N,122.1°E | 45 km    |
| Q             | 66° 18′ N, 108° 54′ E / 66.3°N,108.9°E | 19 km    |
| S             | 67° 48′ N, 104° 42′ E / 67.8°N,104.7°E | 17 km    |
| T             | 69° 54′ N, 107° 42′ E / 69.9°N,107.7°E | 16 km    |